# قایق ماهیگیری

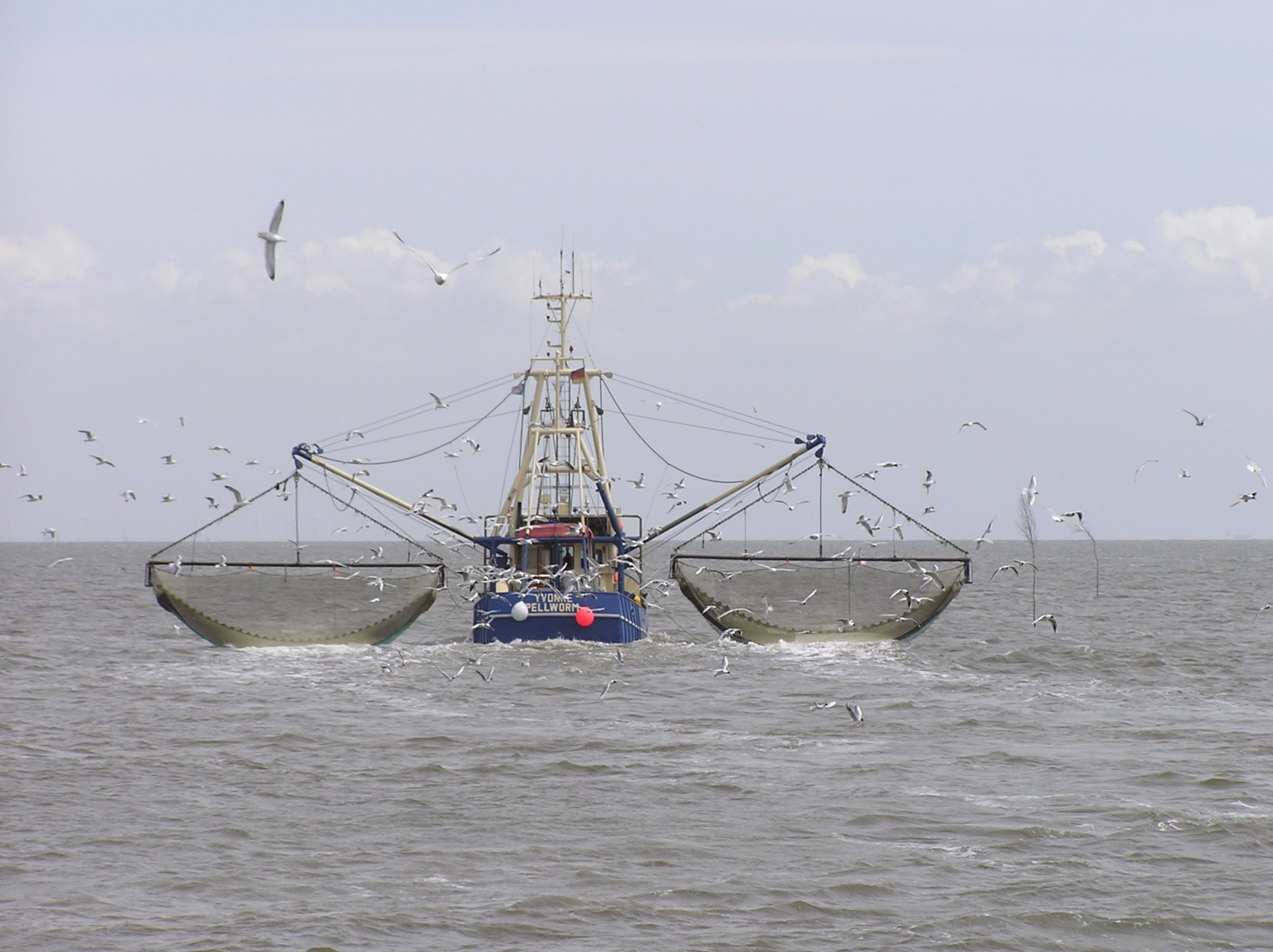
قایق خرچنگ در دریای شمال

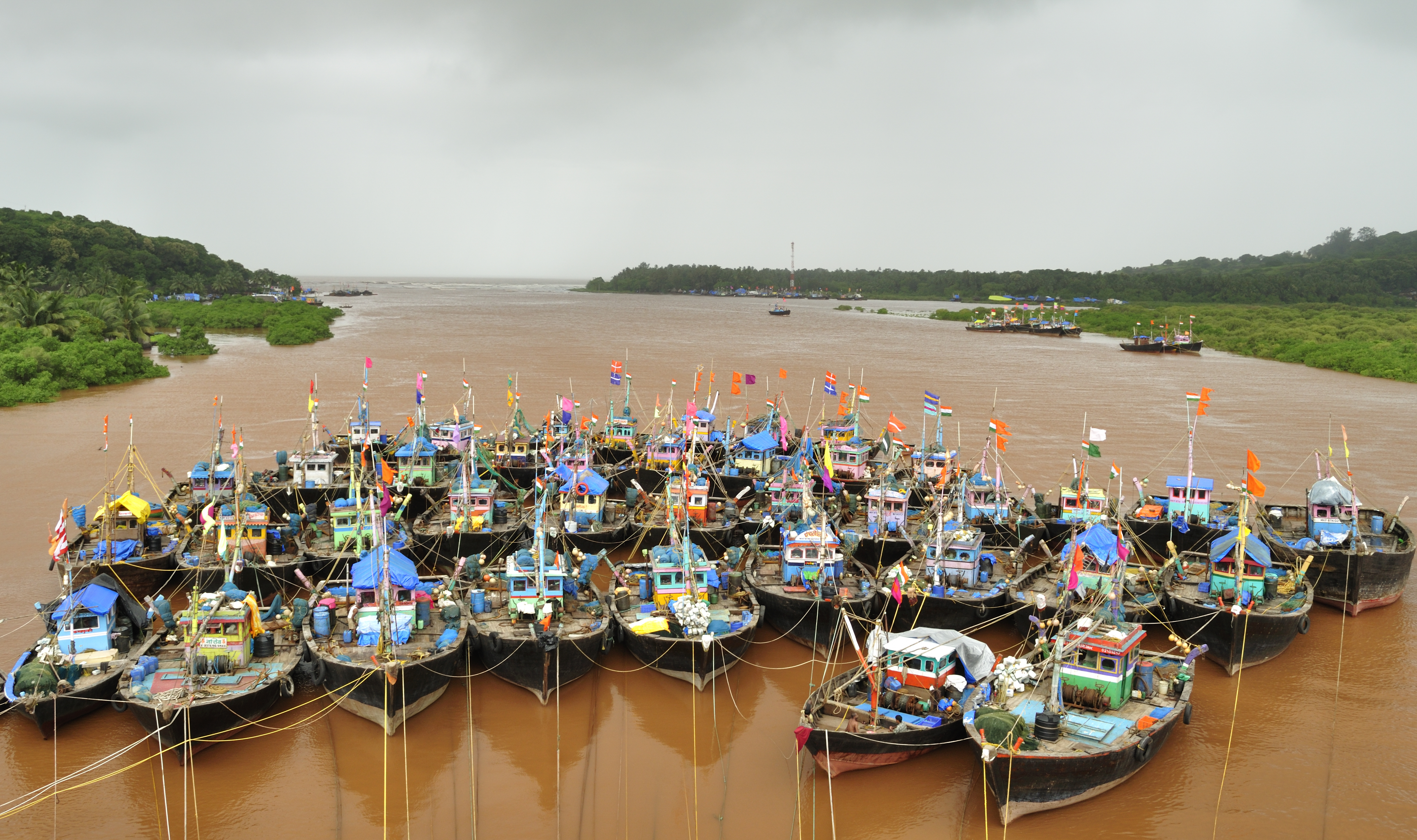
قایق‌های ماهیگیری در خلیج کشندی در روستای انجارله، ماهاراشترا، هند

قایق ماهیگیری، کشتی ماهیگیری یا شناور ماهیگیری (به انگلیسی: Fishing vessel) قایق یا کشتی است که برای صید ماهی و دیگر آبزیان باارزش شناگر (مانند میگو / میگو، کریل، نیام‌داران و غیره) در دریا، دریاچه یا رودخانه استفاده می‌شود. بشر از انواع مختلفی از شناورهای سطحی در ماهیگیری تجاری، صنایع دستی و تفریحی استفاده کرده است.